# Astra 600
Die Astra 600 war eine Selbstladepistole, die während des Zweiten Weltkrieges in Spanien gefertigt wurde.

## Geschichte
Der Auftrag dazu erging aus Deutschland. Spanien verhielt sich offiziell neutral, fand sich jedoch bereit, in begrenztem Ausmaß Rohstoffe wie auch Waffen an Deutschland zu liefern. Aus akutem Mangel an Waffen erprobte man dort die spanische Ordonnanz-Pistole des Typs Astra 400. Diese war nicht für die Standardpatrone im Kaliber 9-mm-Parabellum eingerichtet, es wurde stattdessen ein modifiziertes und an diese Munition angepasstes Modell geordert. Bis Mitte 1944 erreichten etwa 10.000 Exemplare die deutsche Wehrmacht. Alle späteren (und weitaus größeren) Lieferungen wurden von den Alliierten abgefangen und nach Spanien zurückgeschickt. Nach Kriegsende kam ein Handel mit der Bundesrepublik zustande, wobei einige Polizeieinheiten sowie der neu etablierte Bundesgrenzschutz mit Pistolen dieses Typs ausgerüstet wurden. Sie wurden dort als Pistole P3 geführt, waren jedoch nur kurz im Gebrauch und wurden bis Mitte der 60er Jahre ausgemustert.

## Technik
Obwohl die Waffe für eine starke Armeepatrone eingerichtet war, wurde nur ein unverriegelter Masseverschluss verwendet. In Maschinenpistolen war das durchaus üblich: dort konnten straffe Schließfedern ohne Nachteile eingesetzt werden. Mit griffigen Spannhebeln waren solche Waffen leicht zu handhaben. In einer Selbstladepistole wie dieser führte die starke und kompakte Feder dazu, dass sie nur extrem schwer durchzuladen war. Aus diesem Grund wird normalerweise bei so leistungsstarker Munition fast ausschließlich ein starr verriegelter Verschluss gewählt. Der Hahn der Astra 600 war verdeckt. Da ein Double Action-Abzug fehlte, war das Spannen nur durch das mühselige Zurückziehen des Schlittens möglich.